# 함양울산고속도로

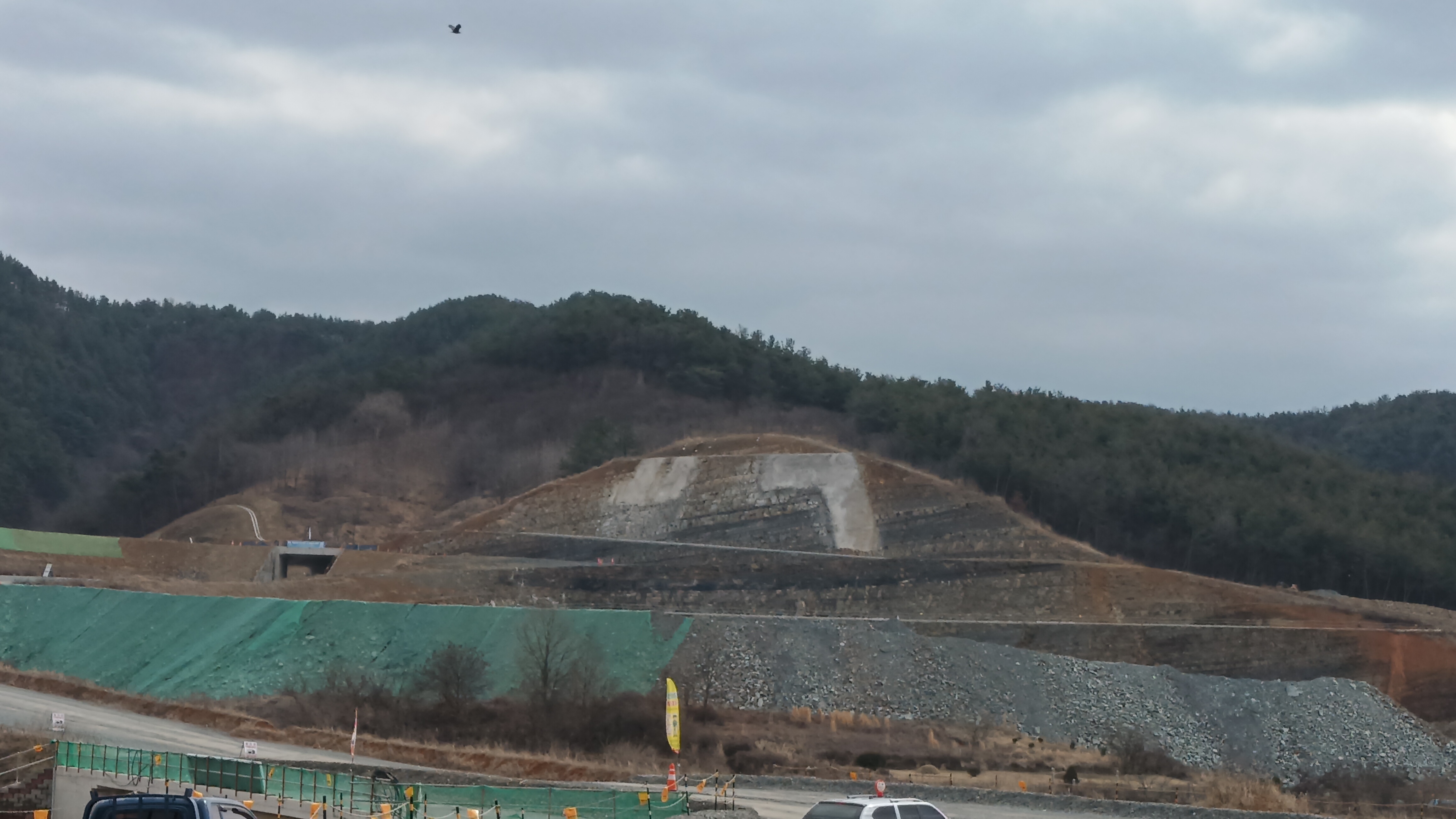
합천군 대양면 양산리 합천 나들목 예정지의 함양울산고속도로 공사현장과 경상 누층군 진주층

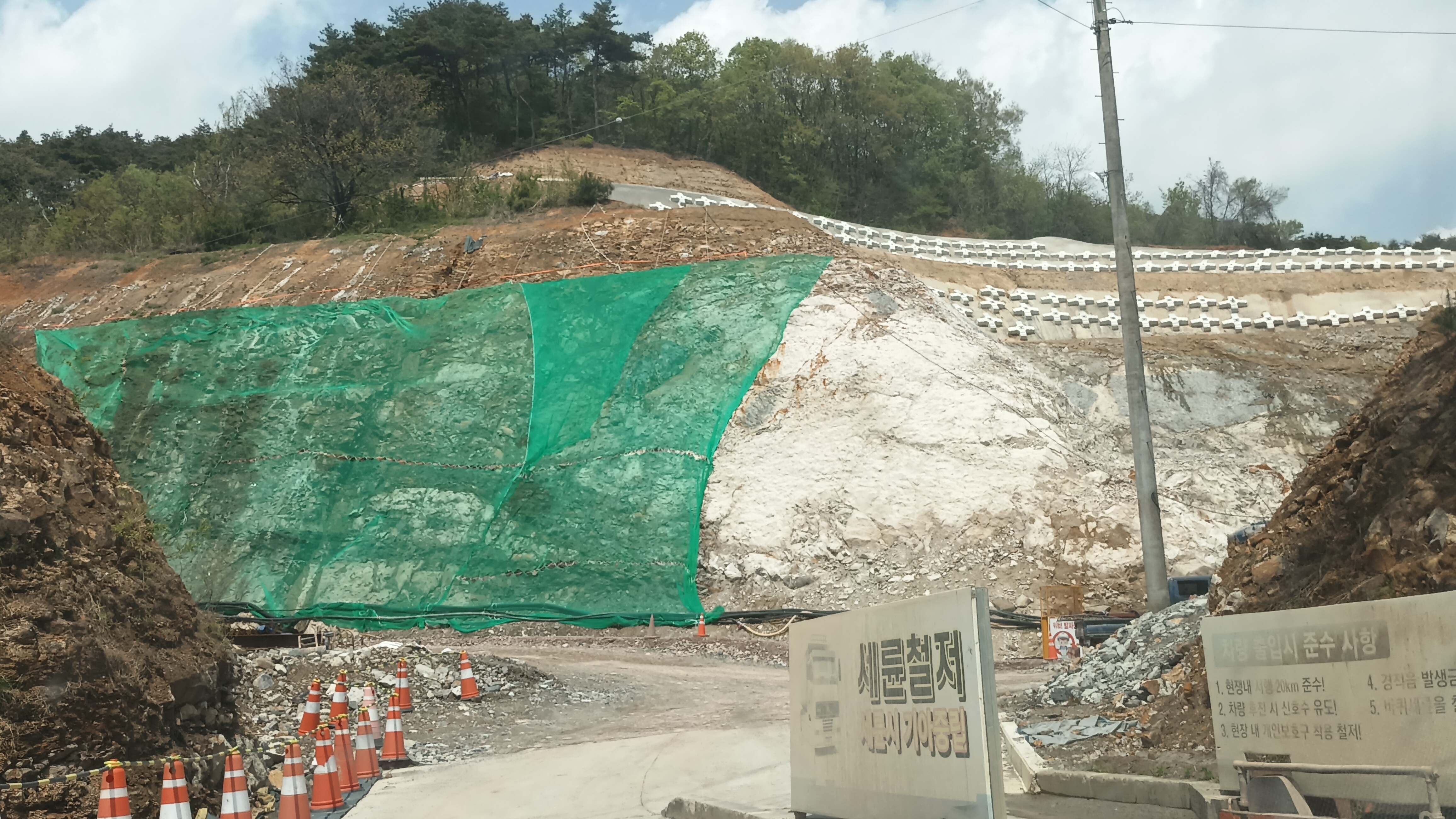
합천군 용주면 황계리의 함양울산고속도로 공사현장과 편마암상섬장암 노두

함양울산고속도로(咸陽蔚山高速道路, 고속국도 제14호선)는 대한민국 경상남도 함양군을 기점으로, 울산광역시 울주군을 종점으로 하여 동서를 잇는 고속도로이다. 전체 구간 완공시 길이는 144.61km이고, 모두 3개 구간으로 나누어 공사를 진행하여 2020년 12월 11일에 부분 개통을 시작하여 2024년 12월 28일 창녕~밀양 구간이 개통되었고, 2026년까지 함양~창녕 구간 완공을 목표로 하고 있다.전체 구간 중에서 밀양 ~ 울산 구간은 2014년 3월 10일에 착공하여 2020년 12월 11일에 개통하였으며, 창녕 ~ 밀양 구간은 2016년 10월 14일에 착공해 2024년, 함양 ~ 창녕 구간은 2018년 2월 23일에 착공해 2026년에 개통될 예정이다. 지난 2009년 12월 기본 설계가 완료되었으며, 2010년 2월 기획재정부와 총 사업비 협의도 완료된 상태이다. 2010년 7월부터 공구별 실시설계 입찰이 진행되어 같은 해 8월에 완료되었다.
경상남도 서북부 내륙지역과 북동부지역, 울산광역시를 잇는 함양울산고속도로 건설 사업에는 총 5조 2647억 원이 투입된다. 특히, 이 사업은 광역경제권발전 선도프로젝트 사업으로 선정되어 사업추진이 가속화 될 것으로 전망된다. 지난 2010년 8월에는 부산, 울산, 경남의 시도지사가 함께 모인 자리에서 함양 ~ 울산고속도로 건설 등을 조기확충할 것을 공동 노력한다는 데 합의하기도 하였다.
한편, 지난 2009년에는 이 고속도로가 양산시 원동면 배내골 일대를 지나도록 건설을 추진하기로 한 데 대하여 해당 지역 주민들이 반발하여 200여명의 지역 주민들과 한국도로공사 관계자들이 공청회를 열기도 하였다.

## 연혁
- 2012년 12월 27일 : 경상남도 함양군 지곡면 ~ 울산광역시 울주군 청량면 구간을 고속국도 제14호선 함양울산고속도로(함양 ~ 울산선)로 지정[12]
- 2014년 3월 10일 : 밀양 분기점 ~ 울주 분기점 45.2 km 구간 착공[13]
- 2014년 6월 2일 : 2020년까지 밀양 ~ 울산 구간 고속도로 신설을 위해 경상남도 밀양시 산외면 남기리 ~ 울산광역시 울주군 청량면 삼정리 45.17km 구간 도로구역 결정[14]
- 2015년 3월 27일 : 국토교통부고시로 기점을 '경상남도 함양군 지곡면 마산리', 종점을 '울산광역시 울주군 청량면 삼정리'로 명시[15]
- 2016년 3월 22일 : 2020년까지 밀양 분기점 선형 변경을 위해 경상남도 밀양시 산외면 남기리 ~ 울산광역시 울주군 청량면 삼정리 45.17km 구간 도로구역 변경[16]
- 2016년 10월 14일: 창녕 분기점 ~ 밀양 분기점 구간 착공
- 2017년 6월 19일 : 2024년까지 함양 ~ 밀양 구간 고속도로 신설을 위해 경상남도 함양군 지곡면 마산리 ~ 밀양시 산외면 남기리 99.38km 구간 도로구역 결정[17]
- 2017년 9월 12일 : 2020년까지 스마트톨링시스템 도입으로 인한 배내골 나들목 영업소 설치 부지 삭제를 위해 경상남도 밀양시 신외면 남기리 ~ 울산광역시 울주군 청량면 삼정리 45.17km 구간 도로구역 변경[18]
- 2018년 2월 23일 : 북함양 분기점 ~ 창녕 분기점 구간 착공
- 2020년 12월 11일 : 밀양 분기점 ~ 울주 분기점 44.98 km 구간 개통[19]
- 2024년 12월 28일 : 밀양 분기점 ~ 창녕 분기점 구간 개통[20]

## 구성
차로수
- 전 구간 왕복 4차로

총 연장
- 144.49km

제한속도
- 전 구간 최고 100km/h, 최저 50km/h

구간 과속 단속
- 함양/밀양방향 : 울주 분기점~밀양 분기점 29km

### 터널
천황산터널과 같이 매우 긴 터널이 많아 울주 분기점에서 밀양 분기점까지 29km의 구간 단속이 걸려 있고, 대부분의 터널 내에서 차선 변경이 가능하다.  
| 터널 이름  | 소재지                                            | 길이   | 준공 년도 | 비고      |
| ---------- | ------------------------------------------------- | ------ | --------- | --------- |
| 지곡터널   |                                                   | 267m   | 2026년    |           |
| 수동터널   |                                                   | 1,912m | 2026년    | 울산 방면 |
| 수동터널   |                                                   | 1,939m | 2026년    | 함양 방면 |
| 안의터널   |                                                   | 3,307m | 2026년    | 울산 방면 |
| 안의터널   |                                                   | 3,328m | 2026년    | 함양 방면 |
| 신원1터널  |                                                   | 3,922m | 2026년    | 울산 방면 |
| 신원1터널  |                                                   | 3,923m | 2026년    | 함양 방면 |
| 신원2터널  |                                                   | 637m   | 2026년    | 울산 방면 |
| 신원2터널  |                                                   | 614m   | 2026년    | 함양 방면 |
| 신원3터널  |                                                   | 3,379m | 2026년    | 울산 방면 |
| 신원3터널  |                                                   | 3,359m | 2026년    | 함양 방면 |
| 대병1터널  |                                                   | 1,369m | 2026년    | 울산 방면 |
| 대병1터널  |                                                   | 1,339m | 2026년    | 함양 방면 |
| 대병2터널  |                                                   | 1,505m | 2026년    | 울산 방면 |
| 대병2터널  |                                                   | 1,507m | 2026년    | 함양 방면 |
| 대병3터널  |                                                   | 805m   | 2026년    | 울산 방면 |
| 대병3터널  |                                                   | 943m   | 2026년    | 함양 방면 |
| 용주1터널  |                                                   | 1,046m | 2026년    | 울산 방면 |
| 용주1터널  |                                                   | 969m   | 2026년    | 함양 방면 |
| 용주2터널  |                                                   | 462m   | 2026년    |           |
| 용주3터널  |                                                   | 1,035m | 2026년    |           |
| 용주4터널  |                                                   | 387m   | 2026년    |           |
| 용주5터널  |                                                   | 1,790m | 2026년    | 울산 방면 |
| 용주5터널  |                                                   | 1,835m | 2026년    | 함양 방면 |
| 대양1터널  |                                                   | 842m   | 2026년    |           |
| 대양2터널  |                                                   | 1,310m | 2026년    | 울산 방면 |
| 대양2터널  |                                                   | 1,316m | 2026년    | 함양 방면 |
| 대양3터널  |                                                   | 477m   | 2026년    |           |
| 대양4터널  |                                                   | 312m   | 2026년    | 울산 방면 |
| 대양4터널  |                                                   | 328m   | 2026년    | 함양 방면 |
| 천황산터널 |                                                   | 5,525m | 2026년    | 울산 방면 |
| 천황산터널 |                                                   | 5,541m | 2026년    | 함양 방면 |
| 부림1터널  |                                                   | 313m   | 2026년    | 울산 방면 |
| 부림1터널  |                                                   | 354m   | 2026년    | 함양 방면 |
| 부림2터널  |                                                   | 2,112m | 2026년    | 울산 방면 |
| 부림2터널  |                                                   | 2,087m | 2026년    | 함양 방면 |
| 부림3터널  |                                                   | 430m   | 2026년    |           |
| 부림4터널  |                                                   | 743m   | 2026년    | 울산 방면 |
| 부림4터널  |                                                   | 714m   | 2026년    | 함양 방면 |
| 부림5터널  |                                                   | 596m   | 2026년    | 울산 방면 |
| 부림5터널  |                                                   | 504m   | 2026년    | 함양 방면 |
| 낙서1터널  |                                                   | 262m   | 2026년    | 울산 방면 |
| 낙서1터널  |                                                   | 224m   | 2026년    | 함양 방면 |
| 낙서2터널  |                                                   | 776m   | 2026년    | 울산 방면 |
| 낙서2터널  |                                                   | 784m   | 2026년    | 함양 방면 |
| 낙서3터널  |                                                   | 546m   | 2026년    | 울산 방면 |
| 낙서3터널  |                                                   | 534m   | 2026년    | 함양 방면 |
| 낙서4터널  |                                                   | 628m   | 2026년    |           |
| 남지1터널  |                                                   | 452m   | 2026년    |           |
| 남지2터널  |                                                   | 464m   | 2026년    |           |
| 장마1터널  |                                                   | 159m   | 2026년    |           |
| 장마2터널  |                                                   | 134m   | 2026년    |           |
| 영산터널   | 경상남도 창녕군 영산면                            | 5,105m | 2024년    | 울산 방면 |
| 영산터널   | 경상남도 밀양시 무안면                            | 4,976m | 2024년    | 함양 방면 |
| 무안1터널  | 경상남도 밀양시 무안면                            | 1,940m | 2024년    | 울산 방면 |
| 무안1터널  | 경상남도 밀양시 무안면                            | 1,905m | 2024년    | 함양 방면 |
| 무안2터널  | 경상남도 밀양시 무안면                            | 2,617m | 2024년    | 울산 방면 |
| 무안2터널  | 경상남도 밀양시 무안면                            | 2,560m | 2024년    | 함양 방면 |
| 부북1터널  | 경상남도 밀양시 부북면                            | 1,780m | 2024년    | 울산 방면 |
| 부북1터널  | 경상남도 밀양시 부북면                            | 1,792m | 2024년    | 함양 방면 |
| 부북2터널  | 경상남도 밀양시 부북면                            | 2,124m | 2024년    | 울산 방면 |
| 부북2터널  | 경상남도 밀양시 부북면                            | 2,132m | 2024년    | 함양 방면 |
| 산외1터널  | 경상남도 밀양시 상동면                            | 1,122m | 2024년    | 울산 방면 |
| 산외1터널  | 경상남도 밀양시 산외면                            | 1,048m | 2024년    | 함양 방면 |
| 산외2터널  | 경상남도 밀양시 산외면                            | 197m   | 2020년    | 울산 방면 |
| 산외2터널  | 경상남도 밀양시 산외면                            | 274m   | 2020년    | 함양 방면 |
| 산외3터널  | 경상남도 밀양시 산외면                            | 1,740m | 2020년    | 울산 방면 |
| 산외3터널  | 경상남도 밀양시 산외면                            | 1,767m | 2020년    | 함양 방면 |
| 단장1터널  | 경상남도 밀양시 단장면                            | 1,222m | 2020년    | 울산 방면 |
| 단장1터널  | 경상남도 밀양시 단장면                            | 1,200m | 2020년    | 함양 방면 |
| 단장2터널  | 경상남도 밀양시 단장면                            | 2,465m | 2020년    | 울산 방면 |
| 단장2터널  | 경상남도 밀양시 단장면                            | 2,475m | 2020년    | 함양 방면 |
| 단장3터널  | 경상남도 밀양시 단장면                            | 251m   | 2020년    | 울산 방면 |
| 단장3터널  | 경상남도 밀양시 단장면                            | 217m   | 2020년    | 함양 방면 |
| 단장4터널  | 경상남도 밀양시 단장면                            | 2,590m | 2020년    | 울산 방면 |
| 단장4터널  | 경상남도 밀양시 단장면                            | 2,592m | 2020년    | 함양 방면 |
| 재약산터널 | 경상남도 밀양시 단장면                            | 7,912m | 2020년    | 울산 방면 |
| 재약산터널 | 경상남도 양산시 원동면                            | 7,982m | 2020년    | 함양 방면 |
| 신불산터널 | 울산광역시 울주군 상북면 울산광역시 울주군 삼남읍 | 6,459m | 2020년    | 울산 방면 |
| 신불산터널 | 울산광역시 울주군 상북면 울산광역시 울주군 삼남읍 | 6,466m | 2020년    | 함양 방면 |
| 삼동1터널  | 울산광역시 울주군 삼동면                          | 807m   | 2020년    | 울산 방면 |
| 삼동1터널  | 울산광역시 울주군 삼동면                          | 864m   | 2020년    | 함양 방면 |
| 삼동2터널  | 울산광역시 울주군 삼동면                          | 245m   | 2020년    | 울산 방면 |
| 삼동2터널  | 울산광역시 울주군 삼동면                          | 287m   | 2020년    | 함양 방면 |
| 삼동3터널  | 울산광역시 울주군 삼동면                          | 105m   | 2020년    | 울산 방면 |
| 삼동3터널  | 울산광역시 울주군 삼동면                          | 238m   | 2020년    | 함양 방면 |
| 삼동4터널  | 울산광역시 울주군 삼동면                          | 133m   | 2020년    | 울산 방면 |
| 삼동4터널  | 울산광역시 울주군 삼동면                          | 108m   | 2020년    | 함양 방면 |
| 웅촌1터널  | 울산광역시 울주군 삼동면                          | 600m   | 2020년    | 울산 방면 |
| 웅촌1터널  | 울산광역시 울주군 웅촌면                          | 671m   | 2020년    | 함양 방면 |
| 웅촌2터널  | 울산광역시 울주군 웅촌면                          | 312m   | 2020년    | 울산 방면 |
| 웅촌2터널  | 울산광역시 울주군 웅촌면                          | 308m   | 2020년    | 함양 방면 |
| 웅촌3터널  | 울산광역시 울주군 웅촌면                          | 593m   | 2020년    | 울산 방면 |
| 웅촌3터널  | 울산광역시 울주군 청량읍                          | 585m   | 2020년    | 함양 방면 |
| 청량터널   | 울산광역시 울주군 청량읍                          | 532m   | 2020년    | 울산 방면 |
| 청량터널   | 울산광역시 울주군 청량읍                          | 540m   | 2020년    | 함양 방면 |

## 나들목 · 분기점
- 여기서 숫자는 진출입교차점 (IC 및 JC) 번호를 말하고, TG는 요금소 (Tollgate), SA는 휴게소 (Service Area)를 뜻한다.
- 거리의 단위는 km이다.
- 미개통 구간의 교차로 명칭은 가칭으로 추후에 변경될 수도 있다.
- 북함양 분기점 (35호선 통영대전고속도로)
- 거창 분기점 (12호선 광주대구고속도로)
- 남거창 (지방도 제1034호선)
- 합천호 (지방도 제1026호선, 지방도 제1089호선)
- 합천 (국도 제33호선)
- 의령 (국도 제20호선, 국가지원지방도 제67호선)

| 번호   | 이름              | 로마자 이름               | 구간 거리 | 누적 거리 | 접속 노선                        | 소재지     | 소재지 | 비고                                 |
| 공사중 | 공사중            | 공사중                    | 공사중    | 공사중    | 공사중                           | 공사중     | 공사중 | 공사중                               |
| ------ | ----------------- | ------------------------- | --------- | --------- | -------------------------------- | ---------- | ------ | ------------------------------------ |
| 6      | 창녕 분기점       | Changnyeong JC            |           |           | 45호선 중부내륙고속도로          | 경상남도   | 창녕군 |                                      |
| SA     | 밀양영남루 휴게소 | Miryang Yeongnamru SA     |           |           |                                  | 경상남도   | 밀양시 | 양방향                               |
| 7      | 서밀양            | W.est Miryang Interchange |           |           | 지방도 제1080호선 (무안로)       | 경상남도   | 밀양시 |                                      |
| 8      | 밀양 분기점       | Miryang JC                |           | 99.51     | 55호선 중앙고속도로              | 경상남도   | 밀양시 |                                      |
| 9      | 배내골            | Baenaegol                 |           |           | 국가지원지방도 제69호선 (배내로) | 경상남도   | 양산시 | 울산방향 진입과 함양방향 진출만 가능 |
| 10     | 서울주 분기점     | W.Ulju JC                 |           |           | 1호선 경부고속도로               | 울산광역시 | 울주군 |                                      |
| SA     | 울주 휴게소       | Ulju SA                   |           |           |                                  | 울산광역시 | 울주군 | 양방향                               |
| 11     | 울주 분기점       | Ulju JC                   |           | 144.49    | 65호선 동해고속도로              | 울산광역시 | 울주군 |                                      |

## 주요 통과지
경상남도
- 함양군 (지곡면 - 수동면 - 안의면) - 거창군 (남상면 - 신원면) - 합천군 (대병면 - 용주면 - 대양면 - 초계면) - 의령군 (부림면 - 봉수면 - 부림면 - 낙서면) - 창녕군 (남지읍 - 장마면 - 계성면 - 영산면) - 밀양시(무안면 - 부북면 - 상동면 - 산외면 - 단장면) - 양산시 원동면

울산광역시
- 울주군 (상북면 - 삼남읍 - 삼동면 - 웅촌면 - 청량읍)

## 지질
함양울산고속도로 합천~창녕 구간은 경상 분지의 퇴적암 지층 경상 누층군의 분포 지역으로 고속도로 건설 현장 사면에  셰일, 사암, 이암, 역암 등이 나타나며, 수직 절리가 발달해 지표 노출 시 육면체 형태로 쪼개지고 낙석 및 차별 풍화가 심하다. 또한 지층의 경사 방향은 100~150° 로 고속도로 진행 방향과 같아 터널을 경사 방향인 합천에서 창녕 방향으로 굴착하는 것이 유리하다고 판단되었다.